# Didymocantha brevicollis
Didymocantha brevicollis är en skalbaggsart som beskrevs av Francis Polkinghorne Pascoe 1866. Didymocantha brevicollis ingår i släktet Didymocantha och familjen långhorningar. Inga underarter finns listade i Catalogue of Life.